# Abu Mihnaf Lut ibn Jahja
Abu Mihnaf Lut ibn Jahja (? - zm. 774) arabski historyk, znawca tradycji hadith.
Wywodził się z arabskiego plemienia Azd. Zostawił po sobie 32 monografie przebiegu wydarzeń z historii Arabów, szczególnie tych jakie rozgrywały się wówczas na terenie Iraku.
Jego dzieła zaginęły. Zostały jednak wymienione w Kitab al-fihrist autora Ibn an-Nadima. Wiele fragmentów zachowanych też zostało w kronikach historyków z czasów późniejszych: Al-Balazuriego i At-Tabariego.